# 白臀葉猴屬
白臀葉猴屬（學名：Pygathrix）是猴科的一屬，與長鼻猴及金絲猴是近親，包括三种：
- 紅腿白臀葉猴 Pygathrix nemaeus
- 黑腿白臀葉猴 Pygathrix nigripes
- 灰腿白臀葉猴 Pygathrix cinerea